# 쓰루세역
쓰루세역(일본어: 鶴瀬駅, つるせえき)은 일본 사이타마현 후지미시에 있는 도부 철도 도조 본선 역이다. 역 번호는 TJ 17이다.

## 역사
- 1914년 5월 1일: 도조 철도 이케부쿠로 ~ 다노모자와 역간 개통과 동시에 쓰루세역 개설.
- 1920년 7월 22일: 도조 철도 도부 철도에 흡수 합병, 도부 철도 도조 선의 역이 됨.
- 1929년 10월 1일: 이케부쿠로 ~ 가와고에시 구간 전철화.
- 1977년 10월 21일: 시키 ~ 쓰루세 구간 사이에 미즈호다이 역이 개업.
- 1980년 3월: 서쪽 출입구 개설.
- 1987년 8월 25일: 제도고속도교통영단(현, 도쿄 지하철) 유라쿠초 선의 개통으로 본 노선과의 상호 직통 운행 열차 정차 개시.
- 1993년 11월 15일: 쓰루세 ~ 가미후쿠오카 구간 사이에 후지미노 역이 개업.
- 2006년 3월 31일: 동쪽 출입구 측과 서쪽 출입구 측에 개찰구와 승강장 사이를 연결하는 엘리베이터 사용 개시.
- 2008년 6월 14일: 도쿄 지하철 후쿠토신 선 개통으로 본 노선과의 상호 직통 운행 열차 정차 개시.
- 2009년 5월 18일: 발차 멜로디 사용 개시.
- 2013년 9월 30일: 정기 승차권 판매 창구의 영업 종료.
- 2016년 8월 16일: 도부 북스 흔적과 ACCESS TOBU자리에 훼미리마트 신규 개점.

## 역 구조
섬식 승강장 1면 2선의 지상역에서 교상역사이다. 과거에는 본선 외측에 대피선을 가진 1면 4선의 형태로 지금까지도 그 흔적은 남아 있지만 레일이 끊겨 있고, 보선 차량 유치를 제외하고는 사용되지 않는다.
그러나, 2015년 쓰루세 역에서 전시된 역 구조도에는 1면 4선으로 생각되는 구조도 전시가 없고, 현재의 1면 2선으로 되기 전에는 1면 3선(하행 측선)으로 추측한다.
출구는 서쪽과 동쪽 출입구 2곳이다. 서쪽 출입구는 역 건물(1,2층:도부 스토어 등의 점포, 3 ~ 14층:주택)과 직결된다. 개찰 외에 훼미리마트와 반찬 가게가 있다. 승강장과 개찰 층 사이는 엘리베이터와 에스컬레이터, 계단에 의하여 연결된다.
현행 역사(동쪽 출입구)는 1970년대 중기에 완성되었다.

### 승강장
| 번호 | 노선    | 방향 | 행선 |
| ---- | ------- | ---- | --- |
| 1    | 도조 선 | 하행 | 가와고에・사카도・신린코엔・오가와마치 방면 |
| 2    | 도조 선 | 상행 | 아사카다이・와코시・이케부쿠로 방면 유라쿠초 선 신키바・ 도쿄 지하철 후쿠토신 선 시부야・ 도큐 도요코 선 요코하마・ 미나토미라이 선 모토마치·주카가이 방면 |

- 2016년 3월 26일 다이어 개정 이후, 낮 시간대에 후쿠토신 선을 발착하는 열차는 당역에 정차하지 않게 되므로 당역과 후쿠토신 선 방면을 오가는 경우는에 와코시 역 등에서 환승이 필요하다.

## 역 주변
도조 선의 개통 당시부터 어느 역의 하나로, 후지미 시의 대표역이기도 하다. 동쪽 출입구로부터 후지미 시청까지 직선으로 잇는 도로 "쓰루세에키히가시도리 선"이 계획되고, 후지미 시 관공서 주변의 정비가 진행되어 있는 반면 동쪽 출입구 부근은 예로부터 상가가 확산되면서 도로의 일방 통행 구간도 많으며 2009년 시점에서 토지 구획 정리 사업이 진행 중이다.
서쪽 출입구에서 가와고에 가도(국도 제254호선)에 접속하는 도로 "쓰루세에키니시구치도리 선"은 후지미 시 구간이 거의 완성하여 인접하는 이루마군 미요시정 구간에서도 부분적으로 공사가 진행되고 있다. 서쪽 출입구 부근에는 세입자가 들지 않는 건물도 있는 대여 매장의 간판이 눈에 띈다.
1960년대부터 1970년대에는 인구 급증에 의한 상하수도 정비나 학교 건설, 1970년대 후반 미즈호다이, 1980년대 중엽부터 1990년대에는 가쓰세라 토지 구획 정리 사업이 이루어졌다.
1957년 11월 입주 시작의 공단 쓰루세 제일 단지(230가구)는 일본주택공단이 건설한 단지로서는 도조 선 연선에서는 가장 오래되어 "알비스 쓰루세"로 재건축이 진행되었다. 또한, 제1단지의 재건축 시 공단과 단지 주민의 협상이 난항을 겪고 있는 그 모습이 NHK 종합 텔레비전 프로그램에서도 언급되었다.
2015년 4월 10일, 미쓰이 쇼핑 파크 라라 포토 후지미가 개업하였다. 역에서 약 1.5km 거리이고, 도보로 약 19분으로 시내 버스도 이용 가능하다.
- 후지미주오도리 상가 - 사이타마 현도 334호 미요시후지미 선을 따라가고 쓰루세 역 서쪽 출입구 구획 정리 사업의 진행과 함께 보도가 정비되고 있다.
- 쓰루세 역전길 상점회 - 히가시구치 앞에 서있고, 그 대부분의 점포는 사이타마 현도 245호 쓰루세정차장 선에 있다.
- 쓰루세 역 동쪽 출입구 역전 거리 상점회
- 쓰루세 상업 협동 조합(후지 빌딩)
- 야쓰니시혼도리 상점회
- 쓰루세에키니시도리 상점회 - 거리명은 "후지미 산로드"의 애칭이 있다.
- 쓰루세니시긴자 상가 조합
- 쓰루세 니시 초등 학교 앞 상점회
- 후지미 시청
- 후지미 시 관공서 니시 출장소(역 빌딩 내)
- 후지미 시민 문화 회관
- 후지미 시립 중앙 도서관
- 후지미 시민 종합 체육관
- 후지미 시 쓰루세니시 교류 센터
- 미요시 정 사무소 후지쿠보 출장소
- 미요시 정립 중앙 도서관
- 미요시 우체국
- 후지미 쓰루세니시 우체국
- 후지미 쓰루세히가시 우체국

## 사진

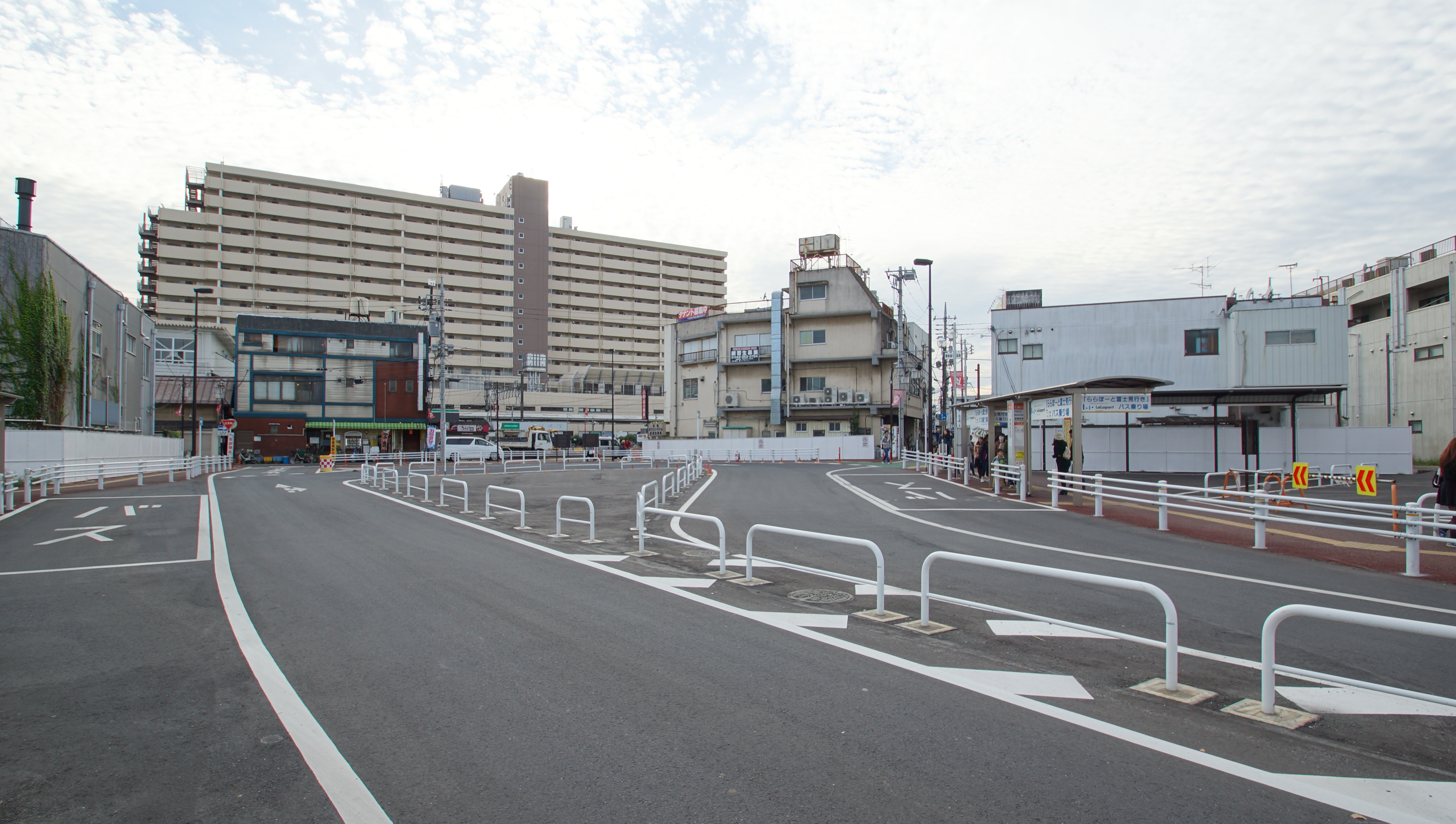
히가시구치 역전 로터리
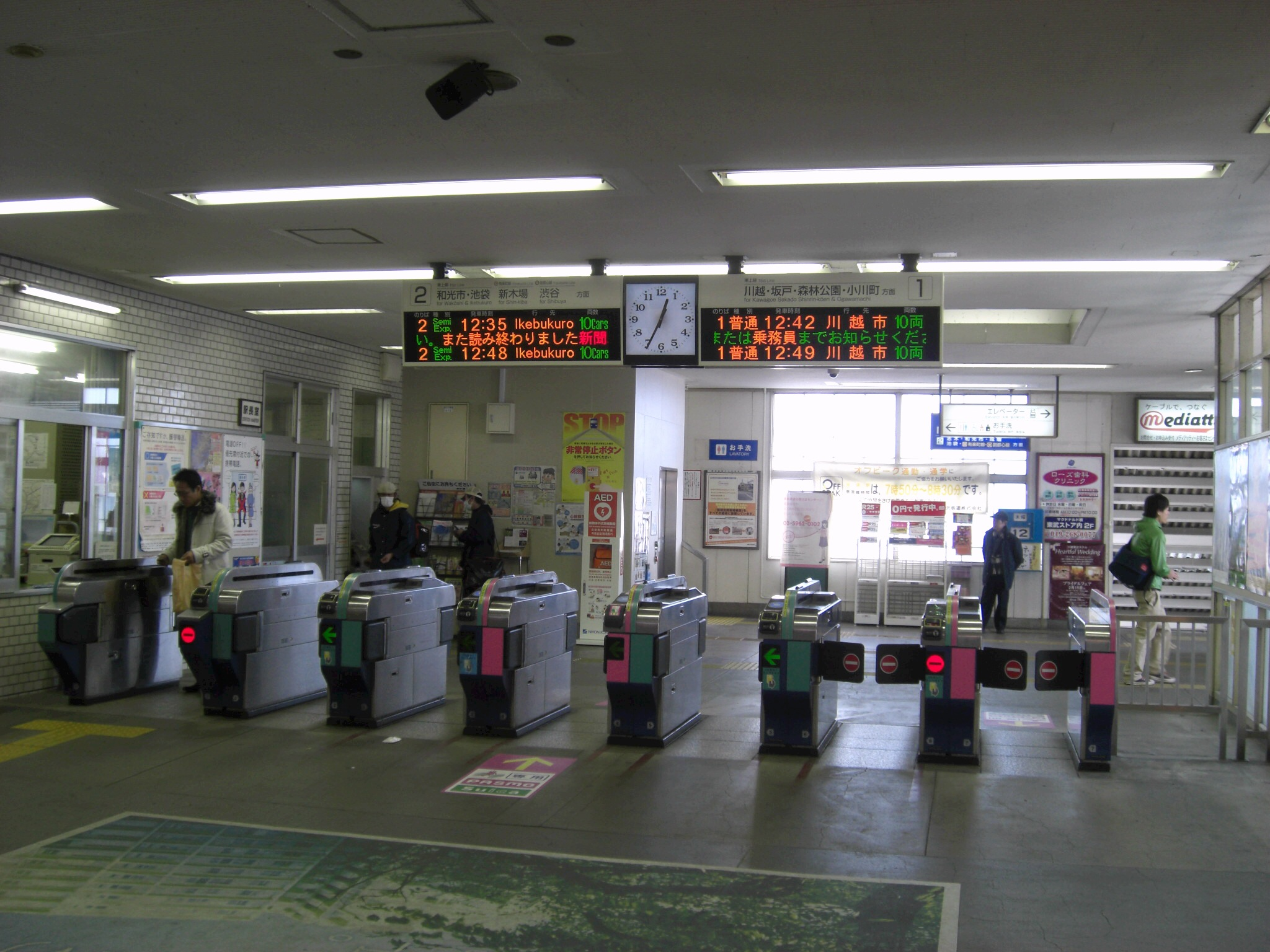
개찰구
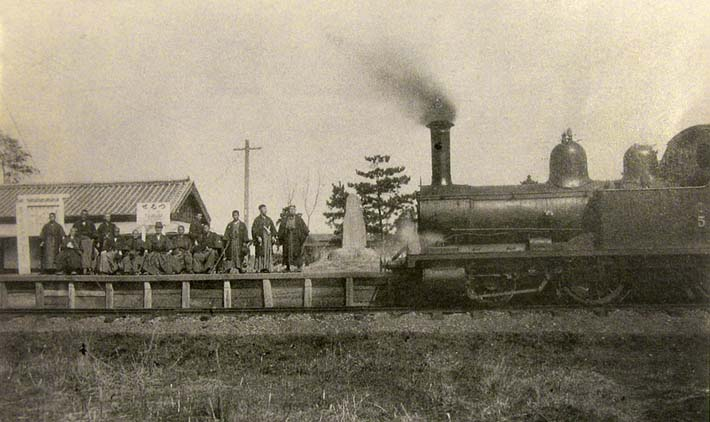
1918년의 쓰루세 역

## 인접역
| 도부 철도 도조 본선              | 도부 철도 도조 본선 | 도부 철도 도조 본선        |
| -------------------------------- | ------------------- | -------------------------- |
| TJ 16 미즈호다이 이케부쿠로 방면 | ■ 준급 □ 보통       | 후지미노 TJ 18 요리이 방면 |